# Lam Manyang
Lam Manyang is een bestuurslaag in het regentschap Aceh Besar van de provincie Atjeh, Indonesië. Lam Manyang telt 313 inwoners (volkstelling 2010).